# 阿斯霍克纳加尔卡尔英格阿尔
阿斯霍克纳加尔卡尔英格阿尔（Ashoknagar Kalyangarh），是印度西孟加拉邦North Twentyfour Parganas县的一个城镇。总人口111475（2001年）。

## 人口
该地2001年总人口111475人，其中男性56340人，女性55135人；0—6岁人口9759人，其中男5137人，女4622人；识字率79.17%，其中男性为82.76%，女性为75.49%。